# Björn J:son Lindh
Björn J:son Lindh, ursprungligen Björn Lindh, född 25 oktober 1944 i Arvika i Värmlands län, död 21 december 2013 i Nora i Örebro län, var en svensk pianist, flöjtist, arrangör, kompositör och bildkonstnär. Han arbetade inom så skilda musikstilar som jazz, klassiskt, fusion, rock, progg och etno. Han komponerade kammarmusik, symfoniska verk,  
och konserter för olika instrument och körer samt filmmusik för långfilmer och tv-serier. J:son Lindh komponerade även musik för Radioteatern, Dramaten och Stockholms Stadsteater.
J:son Lindh gjorde filmmusiken till bland annat Bo Widerbergs Mannen på taket (1976), Suzanne Ostens Bröderna Mozart (1986) och Kjell Sundvalls Jägarna (1996).

## Biografi
Björn J:son Lindhs far var disponent för familjens företag AB Nordiska Tapetfabriken i Arvika. Sonen arbetade i tonåren i företaget. Han började som femåring lära sig spela piano. Vid 14 års ålder började han spela saxofon i ett lokalt dansband i Arvika och 1962 inledde han sin musikutbildning vid Folkliga Musikskolan i Ingesund (i dag Musikhögskolan Ingesund) strax utanför Arvika. Mellan 1963 och 1971 studerade han vid Kungliga Musikaliska Akademien i Stockholm på solistlinjen i piano för Stina Sundell och på solistlinjen i flöjt för Gunnar Malmgren och Erik Holmstedt.
J:son Lindh startade sin professionella karriär som popmusiker (under namnet Björn Lindh) på 1960-talet i gruppen Atlantic Ocean men var även verksam som studiomusiker under 1960- och 70-talen. Han engagerades av Anders Burman och Metronomestudion för studioinspelningar. Under 1970-talet var J:son Lindh med i flera grupper, bland andra Jason's Fleece, Sommarfilosoferna, Handgjort, Baltik och Ablution. På 1970- och 80-talen var han med i gruppen Hörselmat, bildad 1973, som han ledde tillsammans med Janne Schaffer.
J:son Lindh samarbetade med musiker som Janne Schaffer, Mike Oldfield, Ralph Lundsten, Sven-Bertil Taube, Lill Lindfors, Gunnar Idenstam och Staffan Scheja. Med Scheja gjorde han tre Europasviter under 1980-talet. J:son Lindh spelade även med bland andra Cornelis Vreeswijk, Jan Akkerman, Jon Hiseman och Isildurs Bane. År 1971 solodebuterade han med albumet Ramadan. Hans första försäljningsframgång kom med albumet Cous Cous, vilket gick in på Kvällstoppen i december 1972 och låg där i sex veckor. Han gav ut ett trettiotal skivalbum under eget namn. Det musikstycke som är mest välkänt är förmodligen Brusa högre lilla å.
Förutom musik ägnade J:son Lindh sig åt bildkonst under många år. Han skapade bland annat grafikliknande bilder med en teknik baserad på koppartrycksfärg, tusch och akvarell- och akrylfärg utan att någon tryckpress var inblandad i processen. J:son Lindh hade flera separatutställningar från mitten av 1990-talet och framåt.
Björn J:son Lindh var son till disponenten Robert J:son Lindh och hans maka Ruth, född Isberg. Han var 1969–2006 gift med examenshandläggaren, tidigare byrådirektören, Kiki J:son Lindh (född Ander 1947), och från 2009 till sin bortgång med musikdirektören och organisten Marie J:son Lindh Nordenmalm (född 1955). Tillsammans med den senare gav J:son Lindh många konserter, främst i Nora kyrka, där han var verksam fram till sin död.
Björn J:son Lindh avled i sviterna av en hjärntumör.

## Priser och utmärkelser
- 1971 – Guldskiva för albumet Spring mot Ulla-spring!, som arrangör och musiker på Cornelis Vreeswijks album med Bellmantolkningar
- 1971 – Guldskivor för dubbelalbumet Poem, ballader och lite blues, som arrangör, kompositör och musiker på Cornelis Vreeswijks dubbelalbum
- 1971 – En andraplacering i den internationella radiotävlingen Prix Jean-Antoine Triumph Variété i Monte Carlo med "Musik från en storstad" från albumet Från storstad till grodspad[15]
- 1976 – Guldskiva för albumet Cous Cous
- 1984 – Silverskiva för albumet Europa, tillsammans med Staffan Scheja
- 1985 – Svenska fonogrampriset för albumet Europa, tillsammans med Staffan Scheja
- 1987 – Grammis för Årets instrumentala produktion med albumet Feather Nights[16]
- 1989 – Platinaskivor för dubbelalbumet  Den flygande holländaren, ett hyllningsalbum till Cornelis Vreeswijk
- 1993 – Cornelis Vreeswijks Minnesstipendium[17]
- 2003 – Kulturpriset i Arvika Kommun
- 2006 –  SKAP:s musikdramatikpris[18]
- 2010 – Sveriges Kyrkosångsförbunds förtjänstmedalj Musica Sacra[19]
- 2013 – Flory Green-stipendiet tillsammans med makan Marie J:son Lindh Nordenmalm [20]
- 2015 – Kulturpriset i Nora Kommun (postumt)

## Diskografi

### Album
- 1971 – Ramadan (gavs ut i USA och Tyskland 1972)
- 1971 – Från storstad till grodspad
- 1972 – Cous Cous (gavs ut i USA, Nederländerna och Spanien 1973 samt som återutgåva 1990)
- 1973 – Sissel (gavs ut i USA 1974)
- 1974 – Boogie Woogie (gavs ut i Nederländerna 1974, i Spanien 1976 samt som återutgåva 1990. I USA gavs den ut 1975 med titeln Second Carneval)
- 1976 – Raggie (gavs ut i Storbritannien 1977 med titeln Jayson Lindh)
- 1978 – Bike Voyage II (gavs ut i USA 1978 och i Storbritannien 1980 med titeln A Day at the Surface)
- 1980 – Våta vingar (gavs ut i Storbritannien med titeln Wet Wings samt som återutgåva i Storbritannien 1986 och i USA 1987)
- 1981 – Musik (gavs ut i Storbritannien med titeln "To Be Continued ...")
- 1983 – Atlantis – Bilder från en ö (gavs ut i USA, Kanada och Storbritannien med titeln Atlantis samt som återutgåva i Storbritannien 1987)
- 1984 – Europa (Opus I) (med Staffan Scheja)
- 1985 – Spirits of Europa Opus II (med Staffan Scheja) (gavs ut i USA och Kanada 1986 och i Japan 1987 med titeln Spirits of Europa)
- 1985 – Världen vänder
- 1986 – Rhapsody of Sweden (utgiven av Sveriges Exportråd)
- 1987 – Feather Nights
- 1987 – Hörselmat med Gävleborgs Symfoniorkester
- 1989 – Europa Opus III, Bridges (med Staffan Scheja)
- 1989 – Svensk rapsodi
- 1990 – Tid Brusa (med Janne Schaffer och Gunnar Idenstam)
- 1993 – Profeten (text av Khalil Gibran som läses av Peter Haber)
- 1999 – In the Air (med bl.a. GöteborgsOperans Orkester och Uppsala Kammarsolister)
- 2000 – Den hela människan (musik från filmen Hälsoresan) (med Janne Schaffer och Electric Banana Band)
- 2001 – Inner Beauty (med Torbjörn Carlsson)
- 2001 – Mental avslappning
- 2002 – Dansmeditation
- 2002 – Julglöd (med Janne Schaffer, Leif Strand och Nacka Sångensemble)
- 2002 – En dag på gården (Vestmanniaensemblen m.fl. spelar specialkomponerad musik av Björn J:son Lindh)
- 2003 – Till min kära (med Torbjörn Carlsson och textläsning av Thorwald Olsson)
- 2005 – Vinterhamn (med Torbjörn Carlsson, Ted Ström, Marie J:son Lindh Nordenmalm, Nora Kammarkör (tidigare Gyttorpskören) och Nora Kyrkokör)
- 2007 – Clarity (med Torbjörn Carlsson och Malin Trast)
- 2009 – Orgel (med Marie J:son Lindh Nordenmalm och Katarina Andreasson)
- 2010 – Skymningsglöd (med Torbjörn Carlsson, Malin Trast och Marie J:son Lindh Nordenmalm)
- 2011 – Jul i Nora (med Marie J:son Lindh Nordenmalm, Nora Oratoriekör, Nora Kyrkokör, Nora kyrkas Ungdomskör, Nora kyrkas Barnkör, Bergslagens Brassensemble, Stråkkvintett ur Nora Kammarorkester samt solister)
- 2013 – LunchOrgel 12.12 (med Marie J:son Lindh Nordenmalm)
- 2013 – I vinden (med Olli Strömberg)
- 2013 – Blommorna (med Stefan Blomquist, Torbjörn Carlsson och Dan Magnusson)

### Samlingsalbum
- 1991 –  Spotlight
- 1994 –  Brusa högre lilla å (återutgåva 1999)
- 1998 –  Opus Europa – The Collection (med Staffan Scheja)
- 2000 –  Guldkorn
- 2008 –  Samlat det bästa med Björn J:son Lindh

### Singlar
- 1972 –  Love March/My Tulip (USA)
- 1972 –  My Machine/The Booster Pump (Nederländerna)
- 1973 –  Good Time Charlie's Got The Blues/Elastic Springtime (USA)
- 1974 –  Cous Cous: My Machine/Love March (Spanien)
- 1974 –  Jayson's Boogie Woogie (Spanien)
- 1975 –  Stephen's Cake-Walk (USA)
- 1976 –  Aria/The Pond
- 1976 –  Love Machine/Aria (Storbritannien)
- 1977 –  Aria/Love Machine (Nederländerna)
- 1981 –  Stockholmsmelodi (med Totte Wallin)
- 1982 –  Sing Louder Little River/J:sons Hundar (Brasilien)
- 1983 –  From Here to Eternity/The Cloud Pump (Storbritannien)
- 1987 –  Sweet Revenge/How How Do You Do
- 1989 –  Valsen/Som fågelen
- 1993 –  Ristat med ljus (innehåller även en litografi av Måns Rossander)
- 1999 –  In the Air

### Maxisinglar
- 1980 –  Brusa högre lilla å/J:sons hundar
- 1981 –  Härifrån till Evigheten/Änglarna har landat
- 1983 –  Bilder från en ö/Västlig bris
- 1984 –  Europa (med Staffan Scheja)
- 1984 –  Europa-Fontana di Trevi (med Staffan Scheja)
- 1985 –  Lake District/Till dig som färdas
- 1986 –  Spirits of Europa/St. Petersburg (med Staffan Scheja)
- 1990 –  Europa (med Staffan Scheja)

## Film- och tv-musik
- 1971 – Niklas och Figuren (Ulf Andrée)
- 1971 – Hur man gör en platta (tv) (Ulf Hultberg) ihop med Hawkey Franzén
- 1972 – Snapphanepojken (tv) (Jan Hemmel)
- 1974 – En enkel melodi (Kjell Grede)
- 1975 – Lejonet och jungfrun (Lars-Magnus Lindgren)
- 1976 – Mannen på taket (Bo Widerberg)
- 1978 – Dante – akta're för Hajen! (Gunnar Höglund)
- 1978 – Nattens lekar (tv) (Kurt-Olof Sundström)
- 1982 – Oldsmobile (tv) (Kjell Sundvall)
- 1982 – Trollkarlens pojke (tv) (Kurt-Olof Sundström)
- 1982 – Gräsänklingar (Hans Iveberg)
- 1984 – Mannen från Mallorca (Bo Widerberg)
- 1985 – Mask of Murder (Arne Mattsson)
- 1986 – Bröderna Mozart (Suzanne Osten)
- 1986 – Blomman ligger i din hand (kortfilm) (Anders Grönros)
- 1986 – Smultrontrollet (kortfilm) (Per Gunnar Evander)
- 1987 – Rhapsody of Sweden (kortfilm) (Hans Zetterström)
- 1987 – Ängslans boningar (tv) (Per Gunnar Evander)
- 1988 – Människans lustgårdar (tv) (Katarina Dunér)
- 1988 – Run for Your Life (Marathon) (Terence Young)
- 1988 – Crossover – The Global Impact of AIDS (kortfilm) (Staffan Hildebrand)
- 1989 – Husbonden – piraten på Sandön (tv) (Kjell Sundvall)
- 1990 – Lennart Hellsings ABC: B, F och G (3 kortfilmer) (Per Åhlin)[21]
- 1990 – Öar i Hjälmaren (kortfilm) (Lars-Åke Holmgren)
- 1991 – Statsministern, en film om Ingvar Carlsson (kortfilm) (Staffan Hildebrand)
- 1991 – Den sista mammuten (kortfilm)  (Johan Hagelbäck)
- 1992 – Den demokratiske terroristen (Pelle Berglund)
- 1992 – Människans Rum och Ting (tv) (Katarina Dunér)
- 1993 – Linnéa på Bullerö (kortfilm) (Kerstin Konuk) ihop med Christian Veltman
- 1994 – Utmaningen (tv) (Per Gunnar Evander)
- 1995 – De professionella (kortfilm) (Maria Hedman)
- 1995 – Vitamin och den finurliga saken (kortfilm) (Michael Ekblad)
- 1996 – Jägarna (Kjell Sundvall)
- 1996 – Drömmen om Amerika – Three Lucky Swedes (tv) (Per-Eric Nordquist)
- 1998 – Avsändare: Anonym (Cellofan – Med døden til følge) (Eva Isaksen)
- 1999 – Tummesagor (kortfilm) (Inger Sandberg)
- 1999 – Hälsoresan – En smal film av stor vikt (Lasse Åberg) ihop med Janne Schaffer
- 1999 – Sjön (Hans-Åke Gabrielsson)
- 1999 – Se dig inte om! (Sejer – Se deg ikke tilbake!) (tv)  (Eva Isaksen)
- 2001 – Proclaiming Macbeth (kortfilm) (Daniel Scheja)
- 2002 – När djävulen håller ljuset (Sejer – Djevelen holder lyset) (tv) (Eva Isaksen)
- 2003 – Älskade Poona (Sejer – Elskede Poona) (tv) (Eva Isaksen)
- 2004 – Under bar himmel (kortfilm) (Bo Johansson)
- 2004 – Macbeth (Bo Landin, Alex Scherpf)
- 2004 – Laponia (tv) (Tom Arnbom)
- 2006 – Svarta sekunder (Sejer – Svarte sekunder) (tv) (Eva Isaksen)
- 2008 – Vi hade i alla fall tur med vädret – igen! (Kjell-Åke Andersson)
- 2011 – The Stig-Helmer Story (Lasse Åberg) ihop med Janne Schaffer
- 2012 – The Golden House (kortfilm) (Joj Johansson)
- 2012 – Köttbullarna och mobbångrarna (kortfilm) (Johan Hagelbäck)[22]